# Thiratoscirtus
Genre
Thiratoscirtus est un genre d'araignées aranéomorphes de la famille des Salticidae.

## Distribution
Les espèces de ce genre se rencontrent en Afrique subsaharienne et en Amérique du Sud.

## Liste des espèces
Selon World Spider Catalog (version 25.5, 30/01/2025) :
- Thiratoscirtus africanus Wiśniewski & Wesołowska, 2024
- Thiratoscirtus alveolus Wesołowska & Russell-Smith, 2011
- Thiratoscirtus atakpa Wesołowska & Edwards, 2012
- Thiratoscirtus bipaniculus Wesołowska & Russell-Smith, 2011
- Thiratoscirtus bwindi Wiśniewski & Wesołowska, 2024
- Thiratoscirtus capito Simon, 1903
- Thiratoscirtus cinctus (Thorell, 1899)
- Thiratoscirtus clarus Haddad, Wiśniewski & Wesołowska, 2024
- Thiratoscirtus efik Wesołowska & Edwards, 2012
- Thiratoscirtus elgonensis Dawidowicz & Wesołowska, 2016
- Thiratoscirtus fuscorufescens Strand, 1906
- Thiratoscirtus gambari Wesołowska & Russell-Smith, 2011
- Thiratoscirtus gimoi Haddad, Wiśniewski & Wesołowska, 2024
- Thiratoscirtus harpago Wesołowska & Russell-Smith, 2011
- Thiratoscirtus iyomii Pett, 2024
- Thiratoscirtus kalisia Pett, 2024
- Thiratoscirtus khonvoum Pett, 2024
- Thiratoscirtus magnus Wiśniewski & Wesołowska, 2024
- Thiratoscirtus mastigophorus Wiśniewski & Wesołowska, 2013
- Thiratoscirtus minimus Dawidowicz & Wesołowska, 2016
- Thiratoscirtus monstrum Wesołowska & Russell-Smith, 2011
- Thiratoscirtus niveimanus Simon, 1886
- Thiratoscirtus oberleuthneri Seiter & Wesołowska, 2015
- Thiratoscirtus obesus Wesołowska & Wiśniewski, 2023
- Thiratoscirtus obudu Wesołowska & Russell-Smith, 2011
- Thiratoscirtus patagonicus Simon, 1886
- Thiratoscirtus procerus Wesołowska & Edwards, 2012
- Thiratoscirtus remyi (Berland & Millot, 1941)
- Thiratoscirtus silvestris Wesołowska & Russell-Smith, 2022
- Thiratoscirtus spinifer Wiśniewski & Wesołowska, 2024
- Thiratoscirtus tenuis Wesołowska & Wiśniewski, 2023
- Thiratoscirtus torquatus Simon, 1903
- Thiratoscirtus versicolor Simon, 1902
- Thiratoscirtus vilis Wesołowska & Russell-Smith, 2011
- Thiratoscirtus yorubanus Wesołowska & Russell-Smith, 2011

## Systématique et taxinomie
Ce genre a été décrit par Simon en 1886 dans les Attidae.

## Publication originale
- Simon, 1886 : « Arachnides recueillis en 1882-1883 dans la Patagonie méridionale, de Santa Cruz à Punta Arena, par M. E. Lebrun, attaché comme naturaliste à la Mission du passage de Vénus. » Bulletin de la Société zoologique de France, vol. 11, p. 558-577 (intégral).